# Arbre européen de l'année
Le concours de l'Arbre européen de l'année, organisé par l' Environmental Partnership Association, est un concours européen qui implique 16 pays qui visent ensemble à désigner chaque année l'arbre le plus remarquable d'Europe.

## But
Le but est de mettre en valeur des arbres remarquables d’Europe comme une part importante du patrimoine naturel et culturel, nécessitants attention particulière et protection. Les arbres qui participent au concours de l’Arbre Européen de l'Année sont sélectionnés aussi pour leur histoire étroitement liée à celle des hommes. Le concours a pour objectif aussi de faire découvrir des arbres qui font partie intégrante de la vie d'une communauté.

## Origine
Ce concours a été lancé en 2011 par l'Association du partenariat environnemental (Environmental Partnership Association, EPA), organisation soutenue par l'Organisation européenne des propriétaires fonciers (European Landowners' Organization (en)) et la Commission européenne. L'EPA est un consortium de six fondations provenant de six pays européens : Fondaciya EkoObshtnost (Bulgarie), Fundatia Pentru Parteneriat (Roumanie), Fundusz Partnerstwa (Pologne), Nadácia Ekopolis (Slovaquie), Nadace Partnerství (Tchéquie), Ökotárs Alapítvány (Hongrie).

## Lauréats

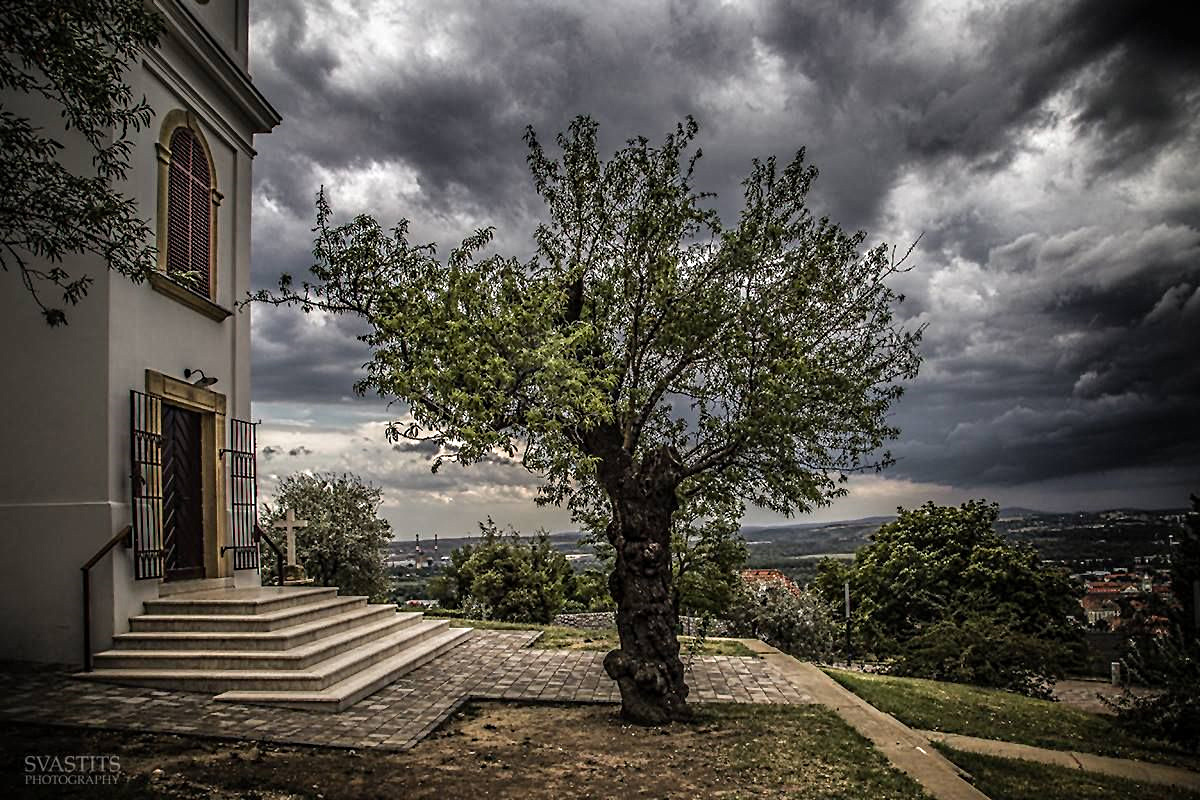
L'amandier de Pécs (Hongrie), arbre européen de l'année en 2019.

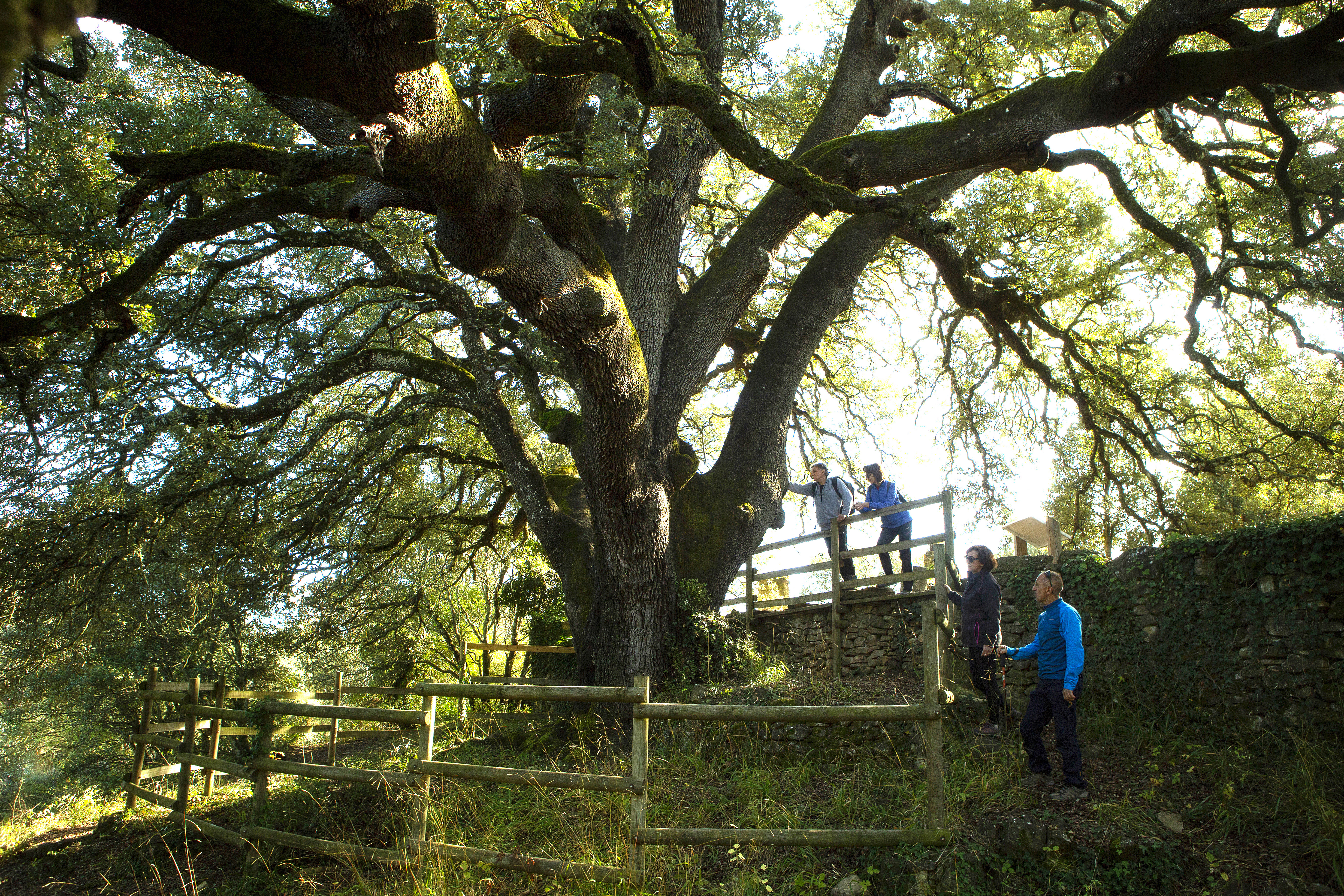
Le chêne millénaire de Lecina (Espagne), arbre européen de l'année en 2021.

- 2011 – "Tilleul de Leliceni" (Tilia cordata) – Leliceni, Roumanie
- 2012 – "Vieux tilleul de Felsőmocsolád" (Tilia sp.) – Hongrie
- 2013 – "Platane d'Eger" (Platanus × acerifolia) – Hongrie
- 2014 – "Vieil orme" (Ulmus minor) – Sliven, Bulgarie
- 2015 – "Chêne du terrain de football" (Quercus robur) – Orissaare, Estonie
- 2016 – "Vieil arbre de Bátaszék" (Quercus pubescens) – Hongrie
- 2017 – "Chêne Józef" (Quercus robur) – Wiśniowa, Pologne
- 2018 – "Chêne liège monumental" (Quercus suber) – Águas de Moura, Portugal
- 2019 – "Amandier de Notre-Dame de la neige à Pécs" (Prunus dulcis) – Hongrie[2]
- 2020 – "Gardien du village inondé" (Pinus sylvestris) – Chudobín, Tchéquie[3]
- 2021 – "Chêne vert millénaire de Lecina" (Quercus ilex)[4]  - Lecina, Espagne